# Plagiobryum duthiei
Plagiobryum duthiei är en bladmossart som beskrevs av Hedderson och Harold 1990 [1991. Plagiobryum duthiei ingår i släktet puckelmossor, och familjen Bryaceae. Inga underarter finns listade i Catalogue of Life.